# Enciclopedia Espasa
Универсальная иллюстрированная европо-американская энциклопедия (исп. Enciclopedia universal ilustrada europeo-americana), также Энциклопедия Эспаса (исп. Enciclopedia Espasa), или Эспаса-Кальпе (исп. Espasa-Calpe) — крупнейшая универсальная испаноязычная энциклопедия.
Издана на испанском языке в первой трети XX века (1908—1930). Выпуск начат издательством Editorial Espasa, которое основал 1860 году Хосе Эспаса Ангера (исп.). С 1926 года, с приходом нового владельца, издательство стало называться Editorial Espasa-Calpe; соответственно и сама энциклопедия именуется по одному из этих названий — Espasa, или Espasa-Calpe.
Состав: 72 тома текста, пронумерованных с № 1 по № 70; по две книги имеют: том 18 (ч. I: Dem-Dir, ч. II: Dis-Ecz) и том 28 (ч. I: Ho-Insus, ч. II: Int-Kz). Испании посвящён целиком том 21. На протяжении 1930—1933 годов было издано десятитомное приложение, актуализирующее часть статей изначального издания.
По параметрам числа страниц (105 тыс.) и количества слов (165,2 млн) «Энциклопедия Эспаса» в 1986 году вошла в Книгу рекордов Гиннесса как самая длинная из напечатанных энциклопедий. Вместе с Итальянской энциклопедией и 11-м изданием энциклопедии Британника входит в число крупнейших энциклопедий мира.

## Предыстория энциклопедии
Исторически первой универсальной энциклопедией, вышедшей в Испании, была «Enciclopedia Moderna de Mellado» — «Современная энциклопедия» (1851—1855), инициатором выпуска которой был испанский учёный и издатель
Франсиско де Паула Мелладо. Однако 34-томная энциклопедия Мелладо была не самостоятельно разработанным изданием, а лишь адаптацией 30-томной энциклопедии (фр. Encyclopédie moderne: dictionnarie abrége des sciences, des lettres, des arts, de l’industrie, de l’agriculture et du comerce), которую за семь лет до того стали выпускать во Франции наследники издателя Фермена Дидо.
В 1887—1899 году в Испании было предпринято издание Энциклопедического испаноамериканского словаря (исп. Diccionario Enciclopédico Hispano-Americano; при переводе на русский во избежание неоднозначности дефис в слове «испаноамериканского» не ставится: это не словарь для перевода с испанского на «американский», а словарь, составленный для всех испаноязычных читателей, в том числе из испанской Латинской Америки).
Местом издания «Энциклопедии Эспаса» — как и предшествующего ей Diccionario Enciclopédico Hispano — была Барселона.

## Специфика энциклопедии
Рекордный объём энциклопедии объясняется рядом факторов. Испания — старинная колониальная держава, благодаря чему испанский язык укрепился в качестве государственного на множестве заморских территорий, и прежде всего — в странах Латинской Америки. Соответственно, по замыслам издателей «Энциклопедии Эспаса» особый акцент изначально был сделан не на национальный (испанский), а как интернациональный свод знаний по всем странам, некогда бывших испанскими колониями и в которых испанский язык стал основой дальнейшего развития национальных культур.
При этом в «Энциклопедии Эспаса» фактически оказались объединены под одной обложкой не только универсальная энциклопедия (охватывающая научные и технологические знания, историю, географию, искусства, биографии наиболее значимых людей), но и, отчасти, толковый словарь и элементы словаря иностранных слов. Так, ко всем терминам (за исключением имён собственных) энциклопедия даёт переводы на английский, французский, немецкий, эсперанто и ряд других языков. В «Энциклопедии Эспаса» более подробно, чем в других универсальных энциклопедиях, освещены разделы литературы и искусства — так же, не только по Испании, но и по всем испаноговорящим странам. Наконец, издатели не лимитировали размер статей по наиболее важным предметам, позволяя авторам подробно рассматривать их со всех сторон.
Среди других особенностей «Энциклопедии Эспаса» Роберт Коллисон (англ. Robert Collison)) также отмечает большое число карт и планов (в том числе и малодоступных мест), множество репродукций произведений искусства, фундаментальные библиографические справки (причём по общему правилу приводится литература на многих языках мира) и в целом пространность статей на важнейшие темы.

## Последующие выпуски
На протяжении 1930—1933 годов была выпущена серия из 10 томов, актуализирующих издание 1908—1930 годов. После этого, начиная с 1934 года, как правило 1 раз в два года, стало выходить периодическое обновление по всему объёму материала в форме Приложения (исп. el Suplemento). Всего на 2009 год было издано 35 приложений (36 томов), последнее из которых — за 2007—2008 годы. В составе Приложения за 2003—2004 год был также переиздан алфавитный индекс по всей тематике.
В 1983 году также был издан сводный индекс по Приложениям, вышедшим в 1934—1980 годы; в 1997 году он актуализирован в однотомном выпуске «Apéndice A—Z», который в 1998 году заменён изданием «Index 1934—1996».
Таким образом, по состоянию на 2000 год в рамках «Энциклопедии Эспаса» вышло 113 томов в 116 книгах (за минусом избыточного «Apéndice A—Z» за 1934—1980). По расчётам редакции, их общий объём составляет более 175 тыс. страниц, 200 млн слов, 197 тыс. чёрно-белых и 4,5 тыс. цветных иллюстраций, 5 млн единиц библиографии в справках. Число биографий составляет 100 тыс.
В 2003 году выпущено перекомпонованное издание в 90 томах, в том числе 82 оригинальных тома первого издания плюс новое 8-томное Энциклопедическое приложение (исп. Complemento Enciclopédico) за 1934—2002 годы. Приложения предшествующих лет решено более не переиздавать.
Переиздание оригинальных томов не является стереотипным; в них внесены редакционные правки, например, в статью bicicleta (с исп. — «велосипед»), автор которой в 1910 году среди вещей, рекомендуемых любителям путешествий, предлагал брать с собой в дорогу пистолет или револьвер. Тем не менее, переиздание некоторых из ранее изданных томов иногда вызывает возмущение в тех или иных странах, например, на предмет расизма при изложении материала о нынешней Экваториальной Гвинее